# Sternacanthus picicornis
Sternacanthus picicornis là một loài bọ cánh cứng trong họ Cerambycidae.